# 320'erne f.Kr.
Århundreder: 5. århundrede f.Kr. – 4. århundrede f.Kr. – 3. århundrede f.Kr.
Årtier: 370'erne f.Kr. 360'erne f.Kr. 350'erne f.Kr. 340'erne f.Kr. 330'erne f.Kr. – 320'erne f.Kr. – 310'erne f.Kr. 300'erne f.Kr. 290'erne f.Kr. 280'erne f.Kr. 270'erne f.Kr.
År: 329 f.Kr. 328 f.Kr. 327 f.Kr. 326 f.Kr. 325 f.Kr. 324 f.Kr. 323 f.Kr. 322 f.Kr. 321 f.Kr. 320 f.Kr.